# Olodum
O Olodum é uma instituição cultural brasileira fundada por pessoas do Maciel-Pelourinho, área de Salvador, município capital do estado da Bahia. Foi fundado em 25 de abril de 1979 como bloco do carnaval de Salvador como opção de lazer aos moradores daquela área e, desde 1983, constitui-se também como uma organização não governamental (ONG) do movimento negro brasileiro e de atuação sócio-comunitária.
O Grupo Cultural Olodum é a unidade central com reconhecimento de utilidade pública municipal (Salvador) e estadual (Bahia). Sua diretoria executiva comanda tanto o braço sem fins lucrativos, isto é, a Fundação Olodum, quanto o braço empresarial, isto é, o Bloco Olodum. Possui dois presidentes: Jorginho Rodrigues, presidente-executivo, e Marcelo Gentil, presidente institucional. Sua sede está localizada no Centro Histórico, bairro onde está as ruas Maciel de Cima e Maciel de Baixo e o Largo do Pelourinho e onde acontece a maioria das suas apresentações da banda.
Desenvolve ações de combate à discriminação racial, estimula a autoestima e o orgulho dos afro-brasileiros, defende e luta para assegurar os direitos civis e humanos das pessoas marginalizadas, na Bahia e no Brasil.
Dentre as atividades sociocomunitárias, mantém a escola de tambores Escola Criativa Olodum e o projeto social Rufar dos Tambores, o grupo de teatro Bando de Teatro Olodum e o de dança. Nas atividades empresariais estão a Fábrica de Carnaval, a Butique Olodum, a Banda Olodum e a estrutura carnavalesca associada ao Bloco Afro Olodum.

## História

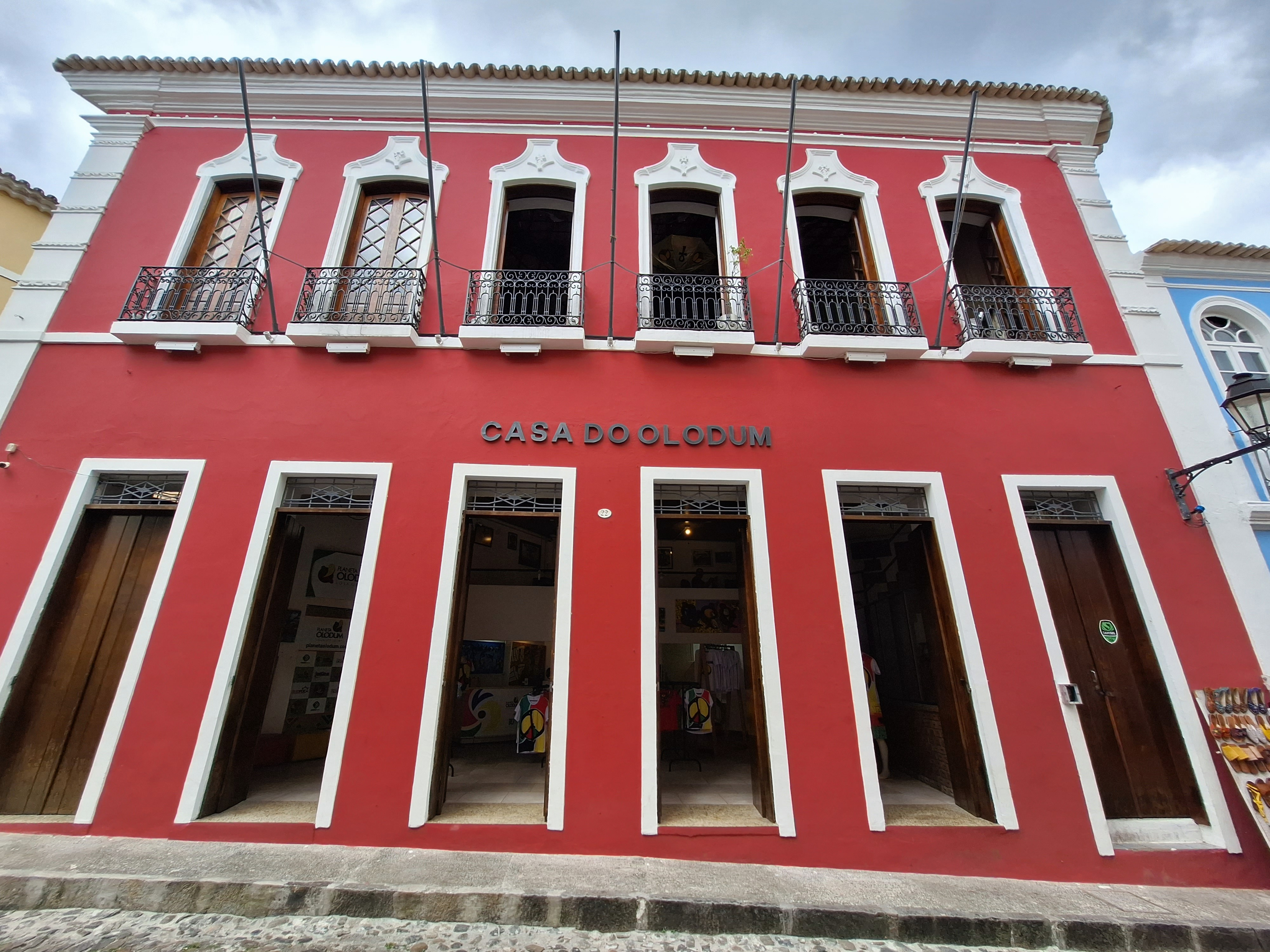
Casa do Olodum, na rua Maciel de Baixo (rua Gregório de Matos)

Tem como fundadores Carlos Alberto Conceição do Nascimento (presidente), Geraldo Miranda (vice-presidente), José Carlos Conceição do Nascimento e José Luis Souza Almeida (secretários), Francisco Carlos Souza Almeida (diretor de som), Antônio Jorge Souza Almeida (tesoureiro) e Edson Santos da Cruz (relações públicas).
Fundado como bloco afro carnavalesco em Salvador no ano de 1979 e estreou no carnaval de 1980. Conquistou quase dois mil associados e passou a abordar temas históricos relativos às culturas africana e brasileira.

## Banda

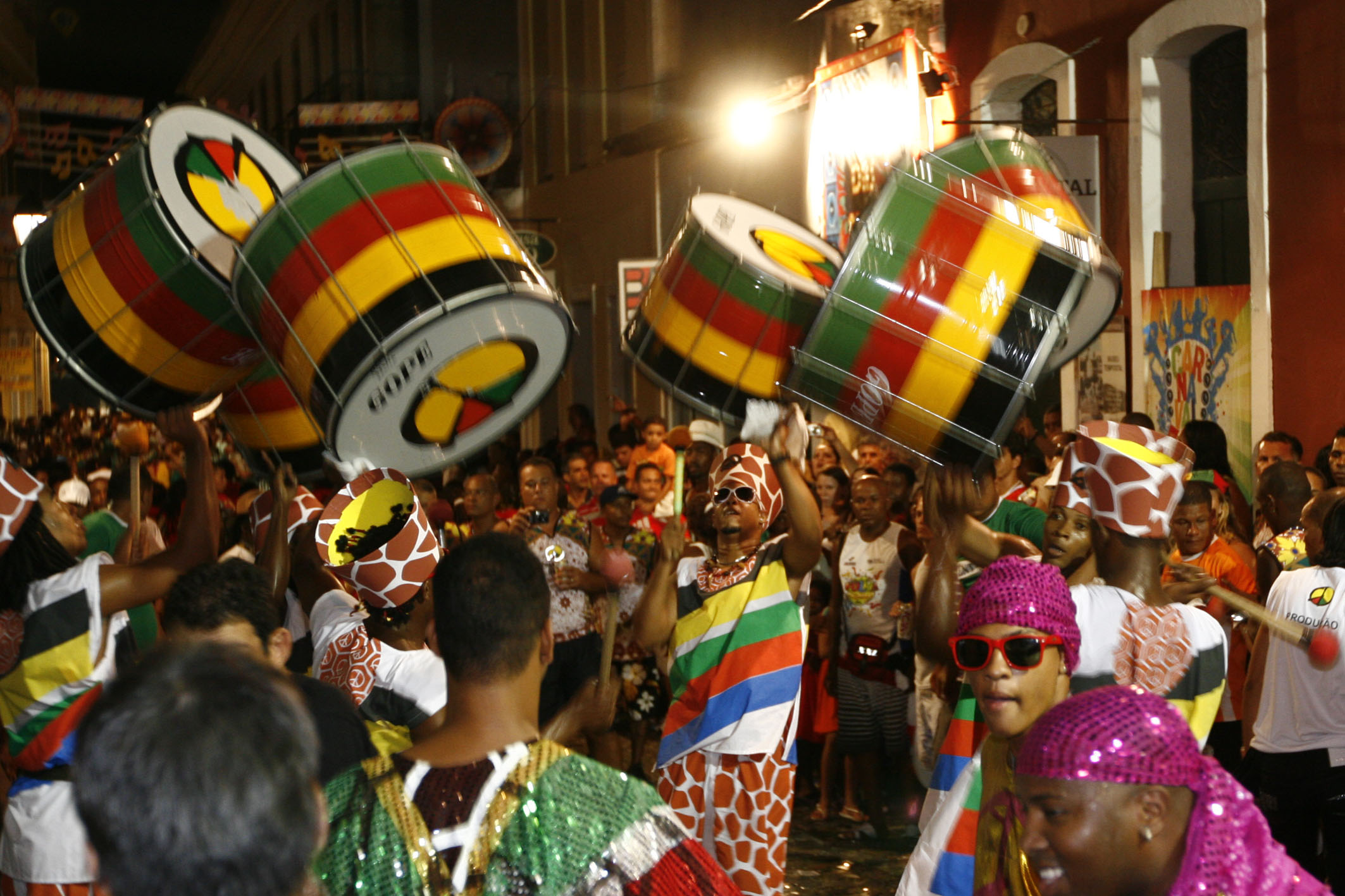
Integrantes do Olodum nas ruas do Centro Histórico de Salvador, 2010.

O primeiro LP da banda, "Egito Madagascar", foi gravado em 1987 e alcançou grande sucesso na Bahia e no restante do país com a música Faraó. A ideia desse LP foi homenagear as raízes do grupo e mostrar ao Brasil a "Mama África" e também apresentar ao mundo como surgiu o grupo, do batuque ás influências dos deuses africanos. Pouco depois, o Olodum passou a ser conhecido internacionalmente como grupo de percussão afro-brasileira e excursionou por muitos países da Europa, o Japão e  quase toda América do Sul.
Em 1988, Simone gravou Me Ama, Mô, ao vivo, no Pelourinho, com a participação de Neguinho do Samba e Olodum, faixa que integra o disco Simone (1989). Um dos momentos de maior exposição do grupo foi em 1990, quando o mesmo participou da faixa The Obvious Child, do disco de Paul Simon, The Rhythm of the Saints, cujo videoclipe foi gravado no Pelourinho e exibido em mais de cem países. Este momento levou o Olodum à fama e reconhecimento mundial. Em 1996, o artista musical estadunidense Michael Jackson gravou junto ao Olodum a canção They Don't Care About Us. O vídeo musical desta, filmado na Favela Santa Marta, no Rio de Janeiro, e no Pelourinho, em Salvador, consolidou a fama mundial do já conhecido Olodum. Desde então o grupo faz diversas turnês pelo exterior. Também gravou com outros músicos consagrados nacionalmente e internacionalmente, como Pet Shop Boys, Caetano Veloso, Wayne Shorter, Herbie Hancock, Jimmy Cliff e Michael Jackson, divulgando ao mundo a mistura de ritmos que inclui batuques africanos, reggae, samba e ritmos latinos.
Em 13 de junho de 2011, o ex-vocalista e compositor do Olodum Germano Meneghel, autor de sucessos como "Avisa lá", "Vem, Meu Amor", "Alegria Geral" e a póstuma "Várias Queixas", foi encontrado morto em sua casa, cujas causas da morte foram desconhecidas à época.
Já em 2013, apresentou-se no palco chamado Sunset do Rock in Rio com a cantora, compositora e instrumentista neozelandesa, Kimbra, com direito a um cover da música They don't care about us. Além disso, participou da canção oficial e da abertura da Copa do Mundo de 2014 com o rapper Pitbull e as cantoras Jennifer Lopez e Claudia Leitte. Paralelamente ao sucesso artístico, a banda Olodum participa de movimentos sociais contra o racismo e pelos direitos civis e humanos.
Neguinho do Samba e Mestre Jackson foram regentes da banda e responsáveis pela criação do "samba-reggae", que deu ao Olodum alguns dos maiores sucessos musicais do grupo até hoje.

## Discografia
Álbuns de estúdio
| Ano  | Álbum                |
| ---- | -------------------- |
| 1987 | Egito Madagascar     |
| 1988 | Núbia Axum Etiópia   |
| 1991 | Da Atlântida à Bahia |
| 1993 | Movimento            |
| 1994 | Menino Dourado       |
| 1995 | Filhos do Sol        |
| 1996 | Roma Negra           |
| 1997 | Liberdade            |
| 2002 | Olodum Pela Vida     |

#### Álbuns ao vivo
| Ano  | Álbum                              |
| ---- | ---------------------------------- |
| 1995 | Live at the Montreux Jazz Festival |
| 2005 | 25 Anos de Samba Reggae: Ao Vivo   |

#### Coletâneas
| Ano  | Álbum                                                |
| ---- | ---------------------------------------------------- |
| 1989 | 10 Anos - Do Deserto do Saara ao Nordeste Brasileiro |
| 1999 | Popularidade                                         |
| 2000 | A Música do Olodum - 20 Anos                         |
| 2008 | Nova Série - Olodum                                  |

## Grupo teatral

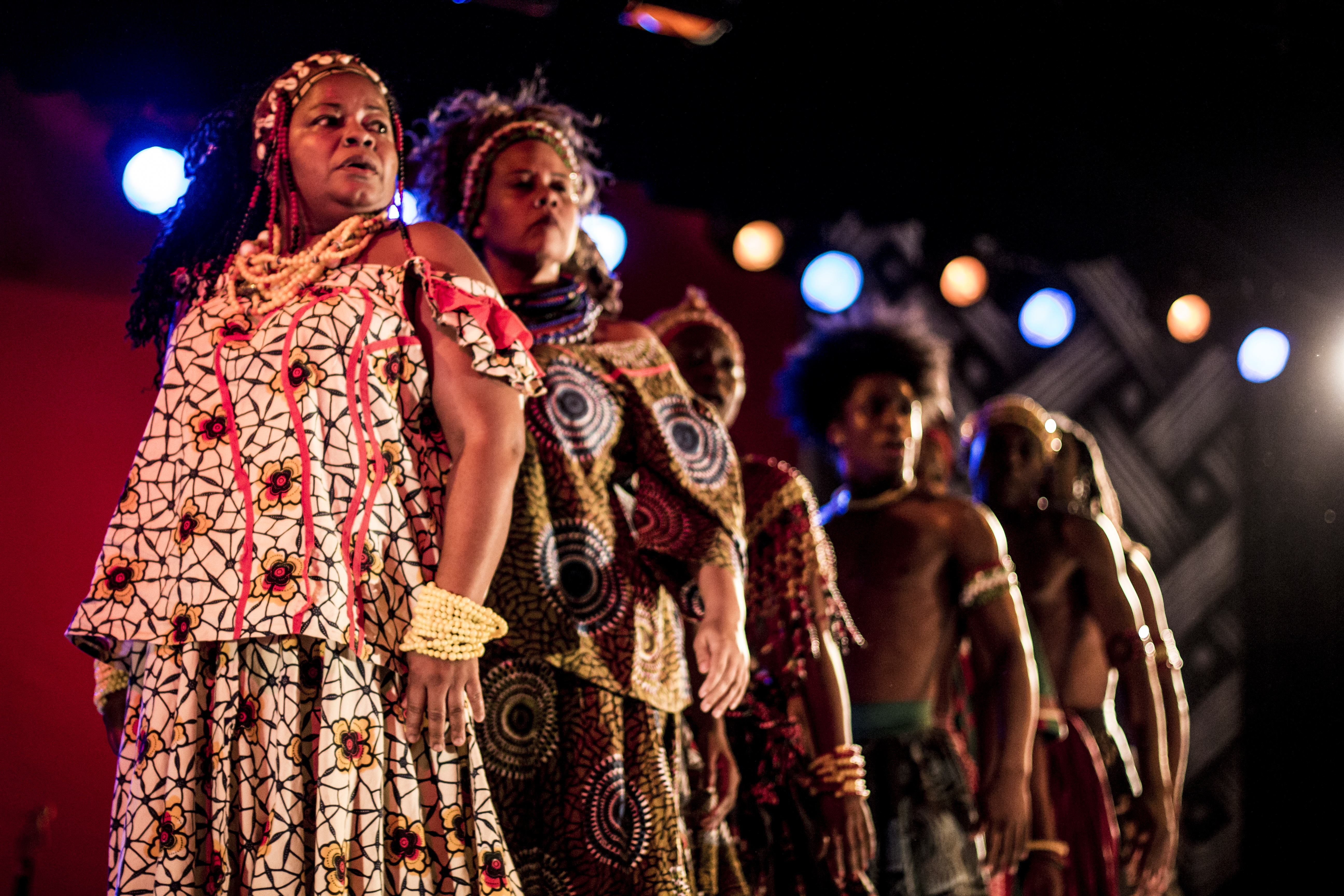
Espetáculo "Áfricas", do Bando de Teatro Olodum no teatro da Caixa Cultural de Brasília em 2017

O Bando de Teatro Olodum é um grupo teatral criado e vinculado ao bloco-afro, formado por atores negros em 1990.
Com o passar dos anos, o Bando de Teatro Olodum se desvinculou do bloco-afro, e passou a residir no Teatro Vila Velha. Graças à ocupação do Bando, o espaço foi revitalizado em 1994 e começou a ser reformado, sendo, em 1998, reinaugurado. O Bando está no Teatro Vila Velha até hoje e por ele passaram atores que consolidaram carreira, como o ator Lázaro Ramos, por exemplo.
Focado nas questões do negro brasileiro em seus diversos aspectos, o Bando, como é mais comumente chamado, desenvolve uma linguagem própria em um formato de Teatro Experimental Negro.

## Escola de música
Desde 25 de outubro de 1984, a Escola Olodum é um espaço real de participação e expressão da comunidade afrodescendente, constituindo-se numa referência nacional e internacional pela inovação no trabalho com arte, educação e pluralidade cultural.

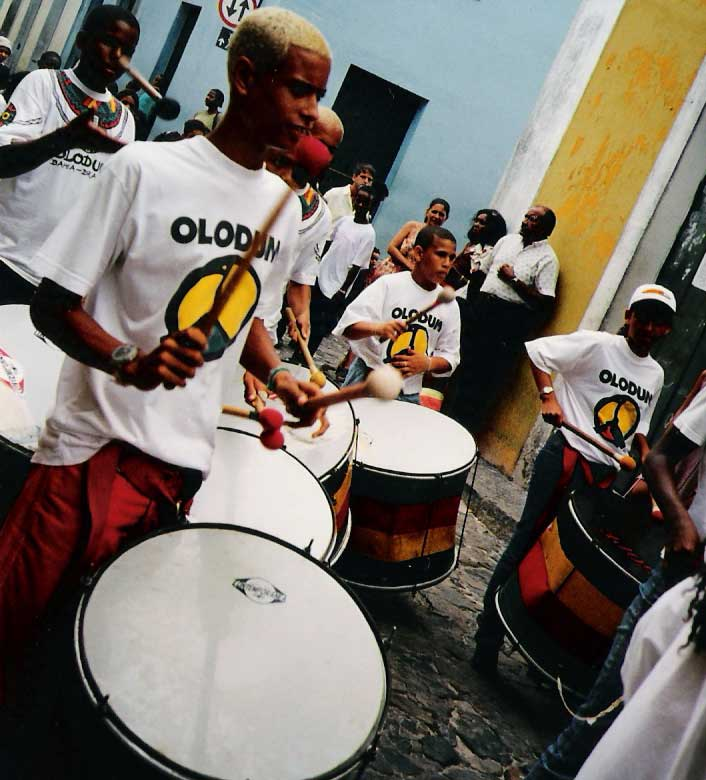
O Olodum nas ruas do Pelourinho, em Salvador, Bahia.

Esse projeto pioneiro de educação popular afro brasileiro teve origem no projeto Rufar dos Tambores, desenvolvido em 1984, pelo Olodum, composto de aulas gratuitas de percussão de bloco afro, e dos cursos afro-brasileiros de curta duração.
Inicialmente visava atender uma solicitação da comunidade do Maciel/Pelourinho para que fosse formada uma banda de percussão integrada por crianças e adolescentes do bairro.
A Escola Olodum tornou-se um espaço real de participação e expressão da comunidade negra. É hoje uma referência nacional e internacional pela inovação no trabalho com arte, educação e pluralidade cultural.
Estimulou o surgimento de iniciativas similares, como: Grupo Cultural Afro Reggae (do Rio de Janeiro), Grupo Unidos do Quilombos (Sergipe), Projeto Régua e Compasso, Arte no Dique (São Paulo). E em Salvador: Bagunçaco, Pracatum, Escola Mãe Hilda, Instituto AraKetu e Projeto Axé.